# Фурсов, Пётр Иванович
Пётр Ива́нович Фу́рсов (1798, Москва — конец 1840-х гг.) — русский архитектор, работавший преимущественно в Костроме. Губернский архитектор Костромы в 1822—1831 годах.

## Биография

Кострома, Сусанинская площадь: пожарная каланча и гауптвахта

Пётр Иванович Фурсов родился в 1798 году в Москве в семье мелкого чиновника (сенатского канцеляриста). В 1803 году был определён на казённое содержание в Императорская Академия художеств Санкт-Петербурга для обучения архитектуре у Тома де Томона и В. П. Стасова. Успехи его в учёбе были невелики, хотя он аккуратно рисовал с натуры и отличался «изрядным» поведением. Предоставленный самому себе, вёл богемный образ жизни и пристрастился к алкоголю. В октябре 1817 года Фурсов был выпущен из Академии с аттестатом архитектора второй степени. Некоторое время работал в строительном комитете Министерства внутренних дел, занимаясь практической деятельностью, но стремился к независимому творчеству.
В 1822 году, после смерти Н. И. Метлина, занимавшего пост костромского губернского архитектора, должность стала вакантной. Фурсов подал прошение и получил назначение, возможно, при содействии своего учителя В. П. Стасова. С 1822 по 1831 год П. И. Фурсов служил губернским архитектором в Костроме. Период его службы совпал с активными строительными работами в городе, финансируемыми как казной, так и частными лицами, что способствовало раскрытию таланта архитектора.
Сразу по приезде, в 1823 году, он оформил парадный въезд в город с пристаней на Молочную гору — Московскую заставу. В последующие годы им были выстроены в Костроме дом соборного причта на углу нынешних улиц Чайковского и Лесной (1824—1825); спроектированы пожарная каланча (1824—1827) и гауптвахта (1823—1826) на Екатеринославской (ныне Сусанинской) площади; реконструировано здание мужской гимназии на Всехсвятской улице («Муравьёвке»); возведены Мелочные (1830—1832) и Хлебные (1830-е) ряды; построена трапезная с колокольней у церкви Ильи Пророка на Русиной улице (Советской) (1829, колокольня не сохранилась). Также Фурсов участвовал в реконструкции здания Присутственных мест и усадьбы губернатора, разработал планировку спуска с Муравьёвки. По некоторым сведениям, Фурсов приложил руку и к созданию часовни Николая Чудотворца на Молочной горе (1830—1840-е).
В 1827—1831 годах Фурсов активно работал и в уездных городах Костромской губернии: построил торговые ряды в Галиче, Кинешме, Солигаличе, перестроил ряды в Нерехте, создал ансамбль Богородицкого Игрицко-Песоченского монастыря под Костромой, соорудил храм Ильи Пророка в селе Здемирове, перестроил церковь в Троице-Сыпанове монастыре под Нерехтой.
Карьера Фурсова оборвалась по инициативе нового губернатора С. С. Ланского. Последний обратился в Министерство внутренних дел (ведавшее архитекторами) с ходатайством, характеризуя Фурсова как «бесполезного». В сентябре 1831 года Фурсов был уволен с формулировкой: «по неимению соответственных в архитектуре познаний… и происходящей от него малоуспешности в строительных делах», что, по оценкам историков, не соответствовало действительности.
Это совпало с неудачей Фурсова в проектировании здания «благородного дворянского собрания» на Всехсвятской улице. Представленный им в 1834 году проект трёхэтажного здания не был реализован, так как костромское дворянство к тому времени решило купить готовый особняк Дурыгиных на Павловской улице. Эта неудача, вероятно, сильно ударила по архитектору, считавшему этот проект одним из лучших своих творений.
В 1830—1840-х годах работал по частным заказам в усадьбах Костромской губернии. С середины 1840-х годов сведения о Фурсове обрываются. Точная дата смерти неизвестна; в одном из частных писем конца 1840-х годов он упоминается как «покойный». Предположительно, скончался в Костроме (?).

## Основные проекты и постройки

### Здания и сооружения в Костроме
- Пожарная каланча (1824—1827)
- Гауптвахта (1823−1826)
- Московская застава (1823)
- Дом соборного причта (1824—1825)
- Мелочные ряды (1830—1832)[5]
- Хлебные (Рыбные) ряды (1830-е)
- Часовня Николая Чудотворца на Молочной горе (1830-е — 1840-е) (?)[2]
- Трапезная и колокольня церкви Ильи Пророка на Русиной улице (1829, колокольня не сохранилась)[1]

### Реконструкция в Костроме
- Присутственные места (исправление аттиков на здании архивов)[6]
- Усадьба губернатора[2]
- Здание Костромской мужской гимназии[1]
- Дом А. К. Пасынковой на Ильинской улице (портик, 1823)[1]

### Здания и сооружения в Костромской губернии
- Гостиный двор (торговые ряды) в Галиче[1]
- Торговые ряды в Кинешме[1]
- Торговые ряды в Солигаличе[1]
- Перестройка торговых рядов в Нерехте[1]
- Предположительный автор проекта Успенского собора в Юрьевце (каменный, с 1833 г.)[7][1]
- Перестройка церкви в Троице-Сыпанове монастыре (близ Нерехты)[1]
- Ансамбль Богородицкого Игрицко-Песоченского монастыря (близ Костромы, 1826—1833)[1][7]
- Храм Ильи Пророка в селе Здемирове[1]
- Богоявленская церковь в с. Кажирово Кологривского уезда (1825)[7]
- Покровская церковь в с. Ножкино Чухломского уезда (1826)[7]
- Никольская церковь в с. Козура Костромского уезда (1829)[7]

### Нереализованные проекты
- Здание Благородного Дворянского собрания (1834)[1]

## Оценки творческого наследия архитектора
В 1834 году пожарная каланча, самая известная постройка Фурсова, вызвала восхищение у побывавшего в Костроме с визитом императора Николая I («Такой у меня в Петербурге нет!»), после чего за ней закрепилась репутация лучшей пожарной каланчи российской провинции. Во второй половине XIX века к зданию были пристроены боковые крылья для размещения пожарного депо, жилых помещений и хозяйственных нужд. Пожарная каланча является памятником архитектуры федерального значения. С 2005 года в здании располагается Музей пожарного дела.
Писатель А. Ф. Писемский, живший в Костроме с 1844 по 1853 год, так отзывался о Петре Фурсове:

… господин был даровитейший архитектор, академического ещё воспитания, пьянчуга, нищий, не любимый ни начальством, ни публикой. После него в губернском городе до сих пор остались две-три постройки, в которых вы сейчас же замечали что-то особенное, и вам делалось хорошо, как обыкновенно это бывает, когда вы остановитесь, например, перед постройками Растрелли.— А. Ф. Писемский «Люди сороковых годов»